# Chi Hoàng liên

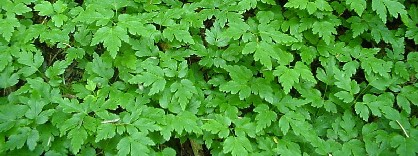
Lá của Coptis aspleniifolia

Chi Hoàng liên (danh pháp khoa học Coptis) là một chi của khoảng 10–15 loài thực vật có hoa trong họ Mao lương (Ranunculaceae), có nguồn gốc ở châu Á và Bắc Mỹ.
Một số loài
- Coptis aspleniifolia
- Coptis chinensis - hoàng liên Trung Quốc, gia liên
  - Coptis chinensis thứ brevisepala hoàng liên đài hoa ngắn
  - Coptis chinensis thứ chinensis hoàng liên (nguyên chủng), kê trảo, vị liên
- Coptis deltoidea - hoàng liên lá tam giác
- Coptis groenlandica
- Coptis japonica
- Coptis laciniata
- Coptis occidentalis
- Coptis omeiensis - hoàng liên Nga Mi, dã liên, phượng vĩ liên
- Coptis quinquefolia - hoàng liên năm lá, ngũ diệp hoàng liên
- Coptis quinquesecta - hoàng liên chân gà, ngũ liệt hoàng liên
- Coptis tectoides- vân liên
- Coptis teeta- vàng đắng, hoàng liên, hoàng liên Vân Nam, hoàng đằng. Cần lưu ý là một số loài trong chi Fibraurea thuộc họ Tiết dê (Menispermaceae) cùng bộ Mao lương cũng có tên gọi là hoàng đằng hay nam hoàng liên. Tên gọi hoàng đằng còn là tên gọi của một họ thực vật khác là Gelsemiaceae thuộc bộ Long đởm (Gentianales).

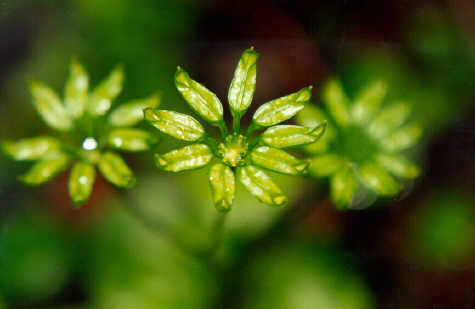
Quả của Coptis occidentalis.

- Coptis trifolia

### Sử dụng
Hoạt chất chính trong các loài hoàng liên này là berberine, do vậy các loài hoàng liên này đều có thể sử dụng làm thuốc.
Coptis teeta được sử dụng như là một loài cây thuốc trong khu vực Himalaya của Ấn Độ, trong vai trò của một loại thuốc điều trị chứng khó tiêu. Tại Việt Nam và Trung Quốc người ta cũng dùng hoàng liên làm thuốc với các tác dụng kháng vi khuẩn đối với một số loài trong các chi Streptococcus, Neisseria, Staphylococcus, Shigella hay kháng virus, chống nấm (Leptospira spp.), hạ huyết áp, tác dụng nội tiết trong vai trò của chất kháng adrenaline, với hệ mật: lợi mật và có thể làm tăng việc tạo nên mật cũng như làm giảm dộ dính của mật, tác dụng lên hệ thần kinh trung ương. Berberine khi dùng liều nhỏ có tác dụng kích thích vỏ não, nhưng liều lớn lại tăng sự ức chế hoạt động của vỏ não v.v. 